# Repenstein
Der Repenstein ist ein 1956 m ü. A. hoher Berg in der Obersteiermark, der als Berg des Pletzenkamms zu den Gaaler Tauern gehört und in der Katastralgemeinde Ingering II innerhalb der Gemeinde Gaal liegt.

## Lage
Der Repenstein ist nach dem 2,2 Kilometer südlich gelegenen Hochbrand der zweitsüdlichste Berg des Pletzenkamms. 1,1 Kilometer nördlich des Repensteins liegt der Kleine Ringkogel, der mit einer Höhe von 2110 m ü. A. 154 m höher als der Repenstein liegt. Dazwischen liegt das Ochseneben. Östlich des Repensteins fließt der Krauzalmbach in östlicher Richtung und mündet in den Ingeringbach. Südlich fließt der Karlbach und westlich der Wallnerbach, diese beiden münden in den Gaalbach, der wiederum in den Ingeringbach mündet.

## Touristische Bedeutung
Der Repenstein ist bei mehreren Wanderrouten als Zwischenetappe angegeben. Eine Wanderung vom Gaalreiter aus führt über den Repenstein zum Kleinen Ringkogel (2110 m ü. A.), zum Großen Ringkogel (2277 m ü. A.) und danach wieder zum Repenstein zurück. Der Repenstein ist vom Ausgangspunkt 3,7 Kilometer entfernt und die gesamte, zwölf Kilometer lange, Wanderung dauert sechs Stunden.  Führt die Rundwanderung nach dem Großen Ringkogel noch auf den Pletzen (2345 m ü. A.), den höchsten Berg des Pletzenkamms, verlängert sich die Wegstrecke auf 14, 15 oder 17 Kilometer und dauert fünfeinhalb, sechs oder sieben Stunden.
Eine rund 30 Kilometer lange Rundwanderung, die acht bis neun Stunden lang dauert, führt über den Repenstein, den Kleinen Ringkogel (2110 m ü. A.), den Großen Ringkogel (2277 m ü. A.), den Pletzen (2345 m ü. A.), die Planspitze (2210 m ü. A.), die Tierscharte (Bergsattel auf 2122 m ü. A.), den Sonntagkogel (2343 m ü. A.), das Gaaler Törl (Bergsattel auf 1897 m ü. A.), den Seeboden (1229 m ü. A.) und die Klementikapelle (1227 m ü. A.).
Ein längerer Aufstieg auf den Großen Ringkogel (2277 m ü. A.) beginnt im Ort Gaal auf 900 m ü. A., wobei der Repenstein nach siebeneinhalb Kilometer Wanderung der erste erreichte Gipfel ist, dann führt der Weg auf den Kleinen Rignkogel (2110 m ü. A.) und danach wird mit dem Großen Ringkogel der höchste Berg der Tour bestiegen. Die Hin- und Rückwanderung dauert insgesamt siebeneinhalb Stunden und es werden 19,5 Kilometer zurückgelegt. Bei einem Start bei der Reicherhube dauert diese Wanderung sechseinhalb Stunden, es werden 17 Kilometer zurückgelegt. Der Repenstein wird nach sechs Kilometern erreicht. Bis zum Pletzen und wieder zurück dauert die 19,93 Kilometer lange Wanderung knapp sieben Stunden. Eine Wanderung, die bei der Sonnleitnerhütte auf 1230 m ü. A. startet, führt nach knapp fünf Kilometern auf den Repenstein. Danach geht es auf den Kleinen Ringkogel, den Großen Ringkogel und wieder zum Ausgangspunkt zurück. Diese Route, bei der fast 15 Kilometer zurückgelegt werden, dauert knapp fünf Stunden.